# Kubschütz
Kubschütz (górnołuż. Kubšicy) – miejscowość i gmina w Niemczech, w kraju związkowym Saksonia, w okręgu administracyjnym Drezno, w powiecie Budziszyn.